# Apeadeiro de Cruz da Pedra

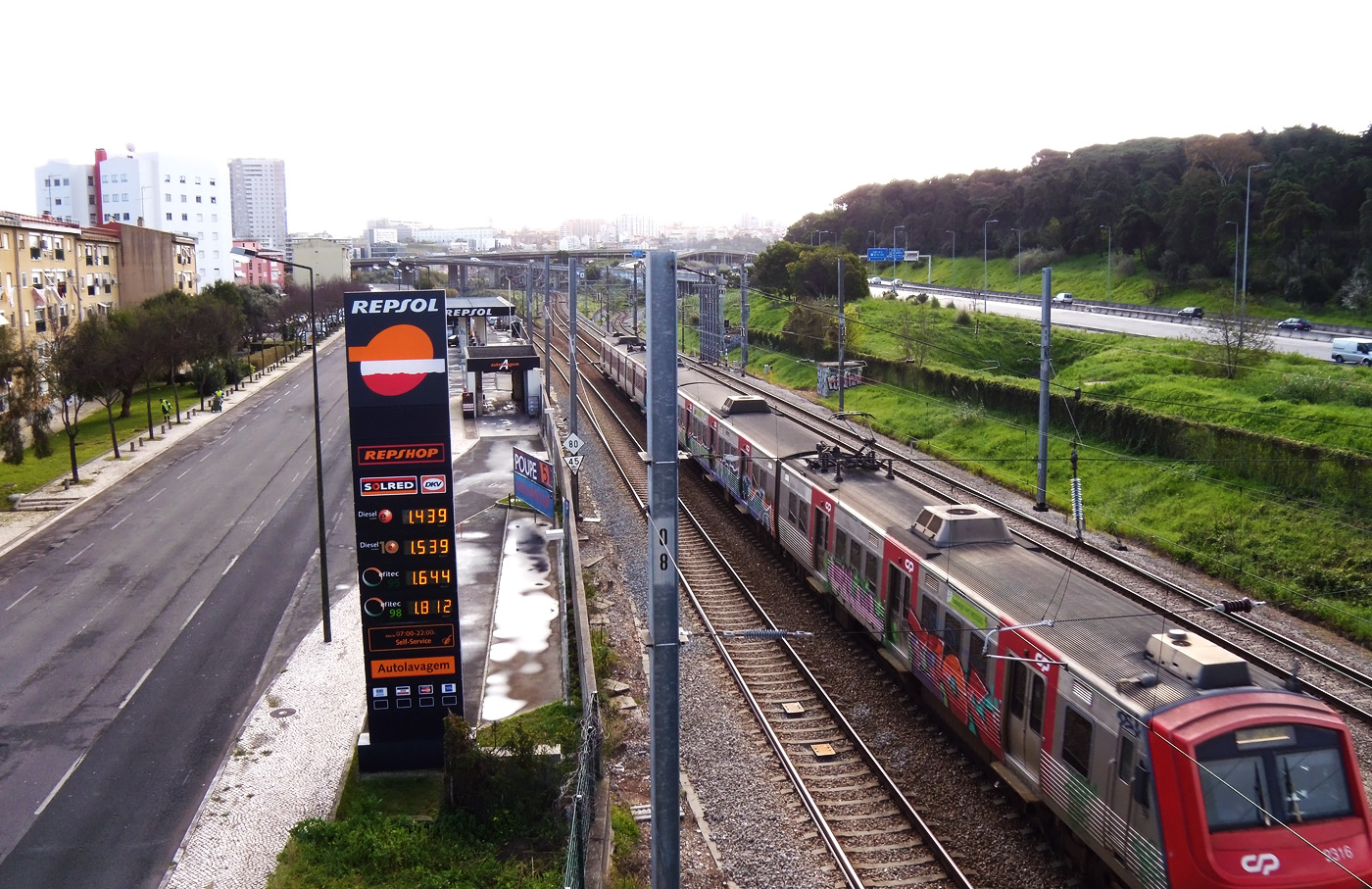
Local do antigo apeadeiro, em 2009

O Apeadeiro de Cruz da Pedra, igualmente denominado de Cruz da Pedra - Jardim Zoológico, foi uma interface ferroviária na Linha de Sintra, situada na cidade de Lisboa, em Portugal.

## História

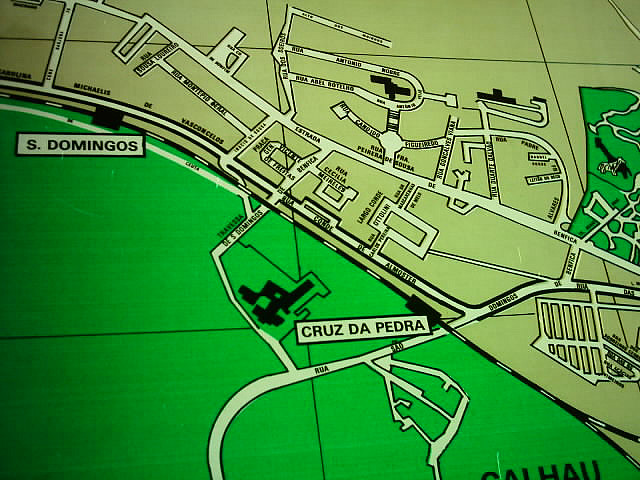
Localização dos antigos apeadeiros de Cruz da Pedra e São Domingos de Benfica, num mapa de 1983 da Câmara Municipal de Lisboa, em uso até à década de 2010.

Esta interface situava-se no troço original da Linha de Sintra, entre as estações de Sintra e Alcântara-Terra, que abriu à exploração em 2 de Abril de 1887.
Com a mudança do Jardim Zoológico de Lisboa para os terrenos do Palácio das Laranjeiras, em 1905, passou a servi-lo nominalmente, com acesso de 500 m, pela Rua S. D. Benfica, Rua das Furnas, e Largo Emídio da Silva.
No relatório da Companhia dos Caminhos de Ferro Portugueses referente ao exercício de 1932 e 1933, uma das obras que foram executadas foi a montagem das instalações eléctricas no primeiro andar do edifício de passageiros, no apeadeiro de Cruz de Pedra. Um diploma do Ministério das Obras Públicas e Comunicações de 13 de Janeiro de 1937 aprovou um projecto da Companhia dos Caminhos de Ferro Portugueses, para obras na Estação Ferroviária de Campolide e uma variante na via descendente entre aquele ponto e o apeadeiro de Cruz de Pedra.
Em Junho de 1984, apresentava a categoria de apeadeiro, e era servido pelos comboios tranvias entre Lisboa e Sintra, operados pela empresa Caminhos de Ferro Portugueses.

Foi o lugar de um acidente ferroviário entre duas composições, a 28 de maio de 1990, que resultou em dois mortos e 300 feridos.